# Опольє (Кінгісеппський район)
Опо́льє (фін. Opolja) — село в Кінгісеппському муніципальному районі Ленінградської області адміністративний центр Опольєвського сільського поселення.
Чисельність населення на 2007 рік — 1104 жителів.
Село розташоване в східній частині району, за 15 км на схід від Кінгісеппа.

## Історія
Згідно із законом від 28 жовтня 2004 року № 81-оз належить до муніципального утворення Опольєвське сільське поселення.

## Населення
| 2007 | 2010 | 2017  |
| ---- | ---- | ----- |
| 1104 | ↘965 | ↗1030 |

## Організації
- Адміністрація Опольєвського сільського поселення
- ЗАТ «Ополье» (сільськогосподарське виробництво)
- Відділення Північно-Західного банку «Ощадбанку Росії»
- Бібліотека
- Дитячий садок
- Будинок культури
- Відділення «Пошти Росії», індекс — 188455
- Фельдшерсько-акушерський пункт
- Школа

## Транспорт
Село лежить на перетині автомобільних доріг:
- М11(Е20) «Нарва» (Санкт-Петербург — Івангород)
- Р38 (Гатчина — Волосово — Ополье)